# Сантросян, Мушег Айрапетович
Мушег Айрапетович Сантросян (арм. Մուշեղ Ա. Սանթրոսյան) (1894―1972) ― советский армянский педагог, доктор педагогических наук, профессор, Заслуженный деятель наук Армянской ССР,  член-корреспондент Академии педагогических наук РСФСР.

## Биография
Родился 1 (13) января 1894 года в городе Дилижан.
В 1917 году окончил духовную академию Эчмиадзине. В 1918 году начал работать учителем начальной школы.
В 1926 году окончил Академию коммунистического воспитания имени Надежды Крупской. В том же году начал свою научно-исследовательскую и преподавательскую работу. Последовательно трудился на педагогическом факультете Ереванского университета, в Армянском государственном педагогическом институте имени Хачатура Абовяна.
Затем работал Научно-исследовательском институте школ Народного комиссариата  Армянской ССР. С 1931 по 193З год работал заместителем Народного комиссара просвещения Армянской ССР.
В 1934 году был назначен ректором педагогического института в Ереване. В 1938 году назначен заведующим кафедрой педагогики Ереванского государственного университета.
Умер 16 сентября 1972 года в Ереване.

## Научная деятельность
Написал труды по истории и теории педагогики, стал одним из первых исследователей истории развития армянской школы XIX века. Изучал деятельность X. Абовяна и др. крупных педагогов этого периода. Опубликовал работы на армянском языке о Н. Г. Чернышевском, Л. Н. Толстом, Н. К. Крупской и А. С. Макаренко.

## Сочинения
- Нынешний этап социалистической реконструкции и очередные задачи народного просвещения, Ереван, 1930 (на арм. яз.)
- Политическое образование, Ереван, 1934 (на арм. яз.)
- Работа над книгой в средней школе, Ереван, 1935 (на арм. яз.)
- Как подготовить и читать лекцию, Ереван, 1949 (на арм. яз.)
- Великий армянский просветитель- педагог Xачатур Абовян, Ереван, 1953 (на арм. яз.)
- Самостоятельная работа студента над книгой, Ереван, 1954 (на арм. яз.)
- Очерки по истории общеобразовательной школы Советской Армении, Ереван, 1955 (на арм. яз., совм. с А. X. Мовсисяном и Г. Назикяном)
- Месроп Тагиадян - педагог, Ереван, 1959 (на арм. яз.)
- Школа у восточных армян в первой половине XIX века, Ереван, 1964 (на арм. яз.)
- Л. Н. Толстой - педагог, Ереван, 1956
- Xачатур Абовян - выдающийся армянский педагог, Москва, 1957[2].